# Bernard Hunnekink
Bernard Hunnekink (* 1946 als Bernhard Hunnekink) ist ein niederländischer Blechbläser (Posaune, auch auf der Tuba, gelegentlich auf anderen Instrumenten) und Komponist, der vor allem im Bereich des Jazz hervorgetreten ist.

## Leben und Wirken
Hunnekink lernte ab dem Alter von sechs Jahren Akkordeon und Klavier. Er studierte zunächst am städtischen Musikgymnasium von Arnheim Posaune, um im vierten Studienjahr nach Amsterdam zu ziehen, wo er im Philharmonischen Orchester von Amsterdam spielte. 1972 war er Gründungsmitglied im Orkest De Volharding. 1974 holte ihn Willem Breuker in sein Kollektief, dem er bis zu dessen Auflösung Ende 2012 angehörte und auf dessen Tonträgern er häufig als Solist zu hören ist, anfangs häufig im Duo mit Willem van Manen. Er komponierte auch für das Kollektief. Daneben leitete er ein eigenes Ensemble und spielte zeitweise auch in Bo van de Graafs I Compani. Zudem schrieb er für mehrere Filme die Filmmusik, so für den Dokumentarfilm Blois: Couleur locale, der sich mit den von Jan Dibbets gefertigten Glasfenstern der Kathedrale von Blois beschäftigt. Auch schrieb er Musiken für Theater und Fernsehen und für Blasorchester das Stück Fratsen. Als Arrangeur war er auch für Eric Vloeimans tätig. Zwischen 1972 und 2012 hat er im Bereich des Jazz an 81 Aufnahmen teilgenommen.

## Diskographische Hinweise
- Orkest De Volharding (1972–74)
- Leo Cuypers Live in Shaffy (BVHaast 1974)
- Willem Breuker Kollektief The European Scene: Live at the Donaueschingen Music Festival (MPS, 1976)
- I Compani: Rota (BVHaast 1985; mit Bo van de Graaf, Wim Westerveld, Paul Vlieks, Frank van Merwijk, Pieter Douma, Fred van Duynhoven)
- I Compani: Sogni D'Oro (BVHaast 1994; mit Bo van de Graaf, Vera Vingerhoeds, Felicity Provan, Jeroen Doomernik, Wouter van Bemmel, Frank van Merwijk, Jeroen Goldsteen, Carel van Rijn, Fred van Duynhoven)
- Willem Breuker Kollektief Kurt Weill (BVHaast, 1996–98)
- Willem Breuker Two Oboe Concertos for Han de Vries (BVHaast 1999)
- Willem Breuker Kollketief Faust (BVHaast 2005)